# Lamprops carinatus
Lamprops carinatus är en kräftdjursart som beskrevs av Hart 1930. Lamprops carinatus ingår i släktet Lamprops och familjen Lampropidae. Inga underarter finns listade i Catalogue of Life.